# 猿ヶ辻

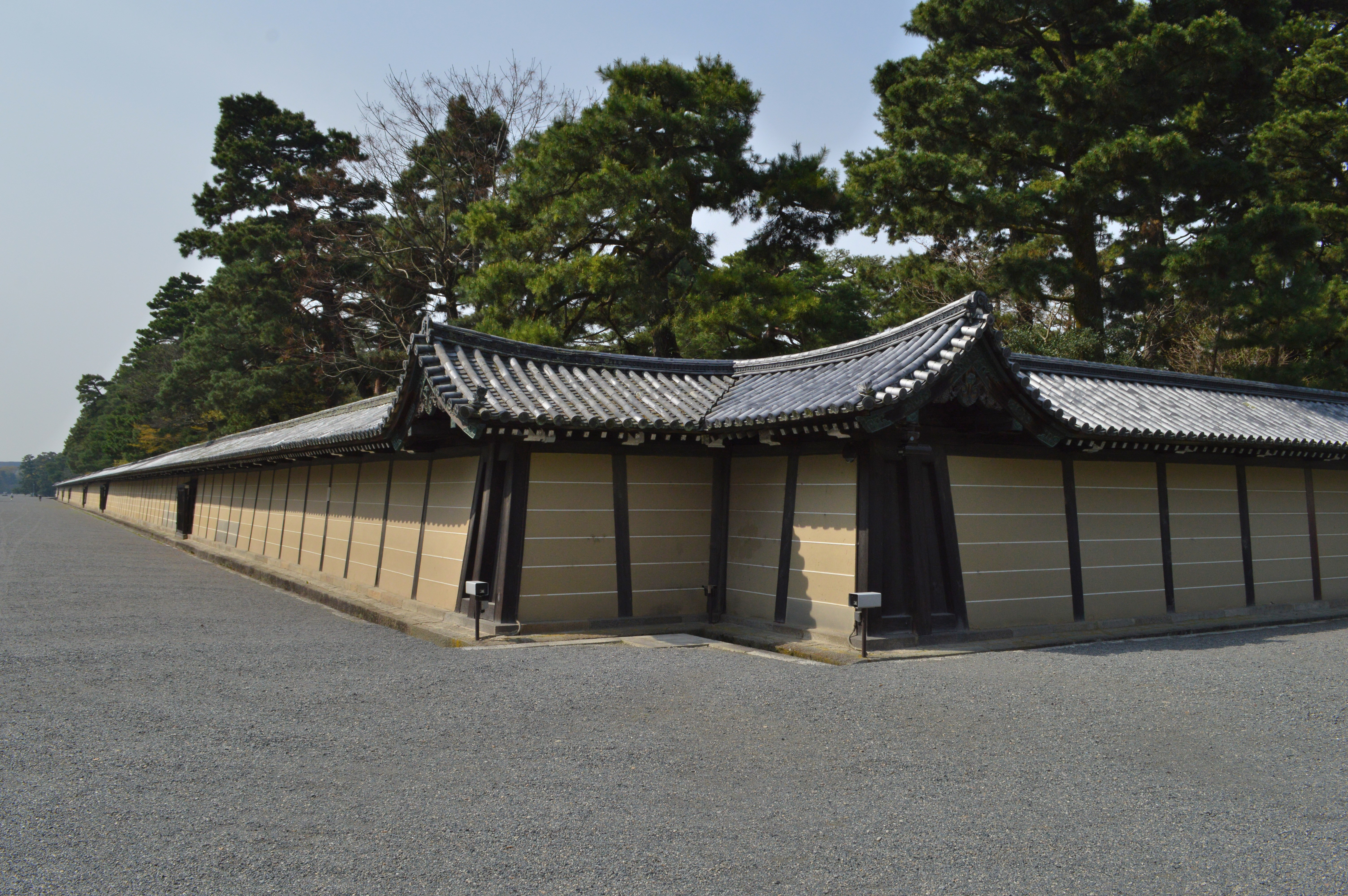
京都御所の築地塀、北東角の「猿ヶ辻」と称される部分。

猿ヶ辻（猿が辻、さるがつじ）は、京都御所の塀の北東の角部分の通称。ここから東西へ入る通りを石薬師通と言い、南へ下る通りを日御門通と言った。

## 概要
北東（丑寅）は鬼門の方位であり、十二支においてはその反対が未申であることから、猿の木像を鬼門除けとして築地塀の軒下に安置して祀ったのが通称の由来であるという説のほか、御所を守護する日吉神社の神使が猿だったことから「猿ヶ辻」と呼ばれるようになったとする記述もあり「欠けこみ」と呼ばれる。
「猿ヶ辻」の部分の塀は、敷地内に凹んだ形状に造られていることから、「御所が鬼門を避けている」「除けている」と考えられ、それが後世まで鬼門を除ける手法とされてきた。
現代でも人々は縁起を担いで鬼門とされる住宅の北東部分に魔除けとして柊や南天を植えたり、鬼門や裏鬼門（南西）から水回りや玄関を避けて家作りをするなど、鬼門を恐れた家相を重視する社会通念は根強く残っており、東京芸術大学、東京工業大学名誉教授 清家清の著書『現代の家相』において「家相の教え通りに凹ませている」と述べている。
事実、京都のNPO法人が2015年に行った調査では、京都市内中心部だけでも、ビルや店舗、一般住宅など約1100か所に、四角く囲って玉砂利を敷いたり、柊や南天を植えたりした鬼門除けがあることが判明している。

## 御所の内部
家相において鬼門を恐れる長年の言い伝えは、すべて京都御所の「猿ヶ辻」が基になっているが、京都御所の内部には鬼の間が存在していた。鬼の間は、御所の仁寿殿の西、後涼殿の東にある清涼殿南西隅の一室であり、すなわち裏鬼門の位置にある。康保元年（964年）、大和絵師の飛鳥部常則がこの部屋に鬼を退治する白沢王（はかたおう）像を描いたとされている。順徳天皇が著した『禁秘抄』にこれに関連する記述がある。白沢王は一人で剣を掲げて鬼を追う勇姿で描かれ、古代インドの波羅奈国の王で、鬼を捕らえた剛勇の武将であるという説がある。現在の建物（鬼の間）に、白澤王の絵は描かれていない。なお、江戸時代中期の随筆『夏山雑談』には、白沢王は李の将軍、「白澤王」としても記されている。
これについて、家相を研究する小池康寿は著書『日本人なら知っておきたい正しい家相の本』において、京都御所や天皇家が鬼の災い、神の祟り（自然災害、火災、疫病の蔓延）を恐れて築地塀を凹ませていたとするより、庶民に災厄が及ばぬように皇室が一手に凹みで受けとめ、御所内部の清涼殿鬼の間に導いて鬼を切り倒すことで世の安泰を願っていたと解釈した方が自然であると論じ、外から見た御所の塀の凹みのみに注目した庶民の単純な考えが鬼門除けの発想に繋がったと考えるのが理に適うとしている。なお現在でも、京都御所、鬼の間は一般公開されておらず、多くの家相を研究する学者や民俗学者の家相文献には、鬼の間の存在に関する記述は見られない。

## 姉小路公知暗殺の地
1863年（文久3年）、尊攘派公家の姉小路公知がこの「猿ヶ辻」付近で斬殺された（朔平門外の変）ことでも知られている。